# Benigna Schweizer
Benigna Schweizer OFS (* 30. Oktober 1896 als Maria Schweizer in Deggingen, Oberamt Göppingen; † 29. Februar 1928 in Sobradinho, Rio Grande do Sul, Brasilien) war eine deutsche Missionsschwester und Märtyrin.  

## Leben
Maria Schweizer trat 1922 in die Kongregation der Franziskanerinnen von Bonlanden ein, nahm den Ordensnamen Benigna an und legte am 2. September 1927 die Gelübde auf Lebenszeit ab. Vom 4. Januar 1928 bis zum 10. Februar reiste sie mit drei Mitschwestern nach Brasilien, wo sie in Sobradinho (circa 40 Kilometer nordöstlich Santa Maria) wirken sollten. Zwei Wochen nach ihrer Ankunft wurde in ihre Speise Gift gemischt. Während die Mitschwestern überlebten, starb Schwester Benigna am folgenden Morgen.

## Gedenken
Die Römisch-katholische Kirche in Deutschland hat Schwester Benigna Schweizer als Märtyrin in das deutsche Martyrologium des 20. Jahrhunderts aufgenommen.